# Új-Franciaország
Új-Franciaország (franciául Nouvelle-France) a Francia Királyság észak-amerikai gyarmatainak neve volt 1763-ig. 1712-ben, legnagyobb területi kiterjedésekor Új-Franciaország Új-Fundlandtól a Sziklás-hegységig, a Hudson-öböltől a Mexikói-öbölig terjedt.
A hétéves háborút követő párizsi békében Franciaország lemondott észak-amerikai gyarmatairól: a Mississippitől keletre fekvő területeket Nagy-Britannia, a nyugatiakat Spanyolország kapta. A spanyolok 1800-ban visszaadták Louisianiát, amelyet azonban Napóleon 1803-ban eladott az Egyesült Államoknak.

## Francia felfedezések
1523-ban I. Ferenc francia király megbízta a firenzei Giovanni da Verrazzanót, hogy keressen egy nyugati útvonalat Kínába. Verrazzano átkelt az Atlanti-óceánon és a mai Dél-Karolina állam környékén érte el az amerikai kontinenst. Innen északra haladva felderítette a partvonalat, az európaiak közül elsőként hajózott be a New York-i öbölbe, majd Új-Fundland érintésével visszatért Franciaországba. Verrazzano az általa felderített a király tiszteletére Francescának, illetve Nova Galliának nevezte el.
1534-ben Jacques Cartier egy keresztet állított fel a Gaspésie-félszigeten és a területet a francia korona birtokának nyilvánította. A kolóniák alapítása eleinte kudarcba fulladt, de francia halászok rendszeresen felkeresték az észak-amerikai partokat és hamarosan rájöttek, hogy a prémkereskedelemben (különösen a kanadai hód szőrméjében) hatalmas üzleti lehetőségek rejlenek.
Francia hugenották 1564-ben megpróbálkoztak egy floridai kolónia létrehozásával, de Fort Caroline-t a spanyolok a következő évben kifosztották.
Az 1580-as évekre több francia társaság alapult, hogy a kanadai és acadiai algonkin és irokéz indiánoktól prémeket vásároljanak. Állandó telepeket azonban nem sikerült felállítaniuk: 1598-ban a Sable-szigeten, 1600-ban Tadoussacnál, 1604-ben pedig a Saint Croix-szigetnél alapítottak kolóniát, de egyik sem volt képes fennmaradni. Utóbbit 1605-ben Port Royalba költöztették, két évvel később elhagyták, 1610-ben újraalapították, csak hogy 1613-ban az angolok felégessék.

### Québec alapítása

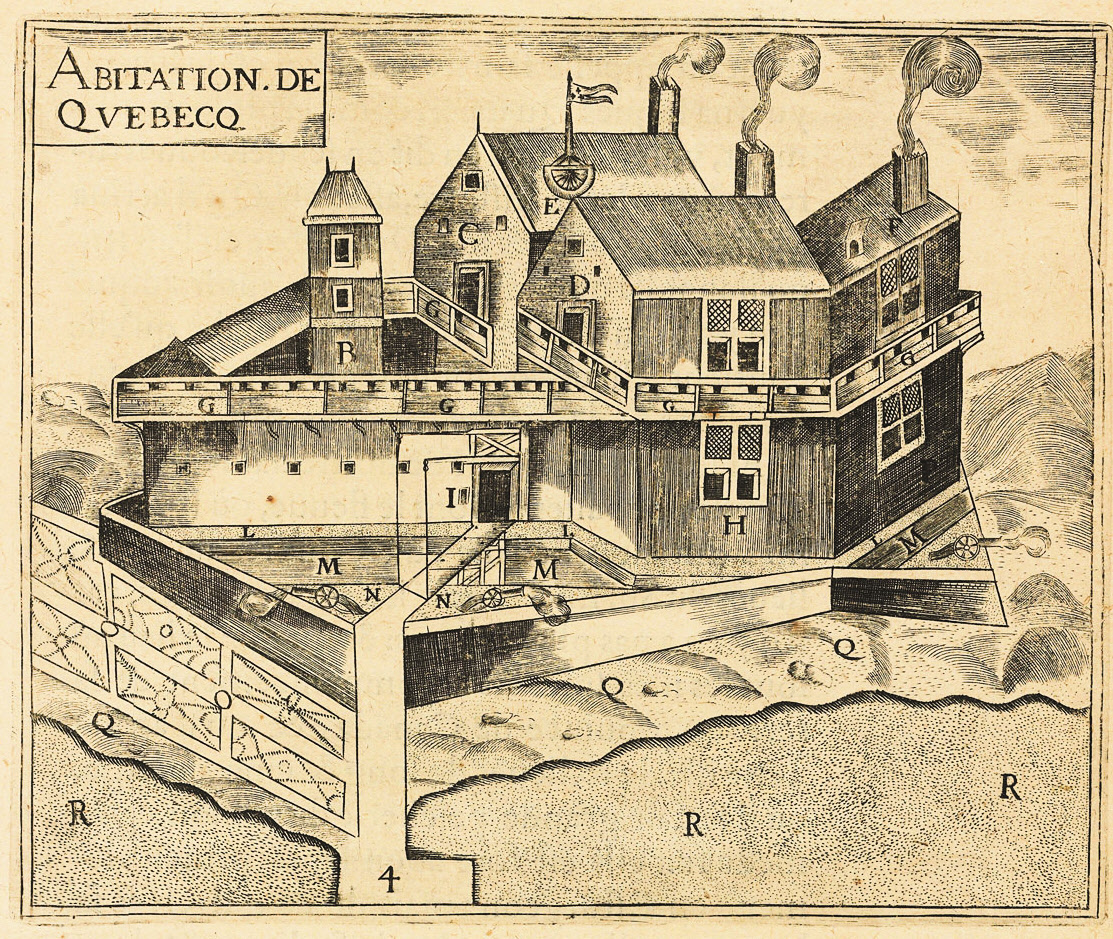
Québec 1608-ban

1608-ban Pierre Dugua de Mons és Samuel de Champlain IV. Henrik pénzügyi támogatásával és 28 főnyi lakossággal megalapították a franciák második állandó észak-amerikai települését, Québecet. Az éhség és a hideg sok áldozatot szedett, még 1630-ban is csak 103 lakosa volt a városnak, bár 1640-re a létszám 355-re növekedett.
Champlain szövetséget kötött a helyi algonkin és innu indiánokkal, akik hadban álltak az irokézekkel. 1609-ben Champlain és két másik francia elkísérte az algonkinokat és huronokat az irokézek ellen vívott csatába, ahol muskétájának egyetlen lövésével két irokéz főnököt megölt. A közös harc megszilárdította a franciák szövetségét a környező indiánokkal, amely jelentősen elősegítette a prémkereskedelem zavartalan folytatását. Sok francia (mint például Étienne Brûlé) élt az indiánok között, megtanulták nyelvüket és szokásaikat; tolmácsként és felfedezőként segítették országuk befolyásának terjesztését. Az irokézek és a franciák közötti viszony viszont a 17. század nagy részében ellenséges volt.

Samuel de Champlain térképe Új-Franciaországról (1612)

A gyarmatok lélekszáma több évtizeden keresztül mindössze néhány száz volt, míg a délebbi angol kolóniákra özönöltek a telepesek. Richelieu bíborost aggasztotta az erőviszonyok különbsége és lépéseket tett az észak-amerikai gyarmatok megerősítésére. 1627-ben megalapította az Új-Franciaország Társaságot, amely befektetőket keresett és földosztással sok száz új telepest csábított az Újvilágba. A bíboros elrendelte, hogy csak katolikusok telepedhettek le a gyarmatokon, más vallásúaktól megkövetelték az áttérést. Sok hugenotta kivándorló ezért inkább az angol kolóniákat választotta. Szintén Richelieu vezette be a félfeudális seigneur-rendszert. A gyarmatok földjével a Társaság rendelkezett, ő osztotta ki a földbirtokosoknak (seigneur-oknak), akik aztán egy részét saját maguknak tartották meg, többségét pedig bérlőknek adták ki. Ez a rendszer a Szent Lőrinc-folyó völgyében egészen a 19. század közepéig fennmaradt.
Az angol gyarmatokkal ellenséges volt a viszonyuk, 1629-ben a britek Québecet is elfoglalták és egészen 1632-ig megszállva tartották. Champlain, aki akkor már a gyarmat kormányzója volt, ekkor utasította Sieur de Laviolette-et Trois-Rivières megalapítására.

### Jezsuita missziók

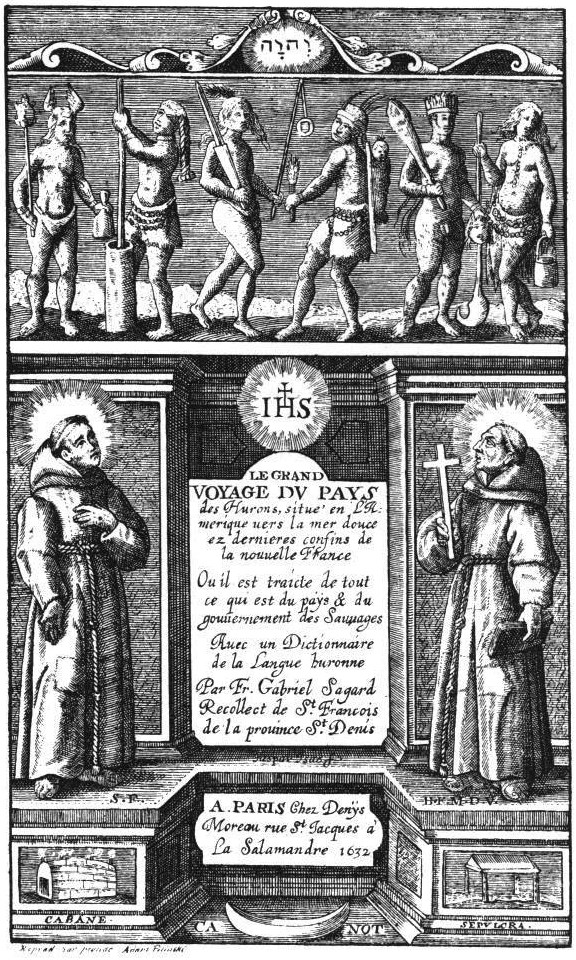
Gabriel Sagard misszionárius könyve, a Nagy utazás a huronok országában, 1632.

Champlain 1635-ös halála után a katolikus egyház kívánt egy utópikus keresztény közösséget létrehozni az Újvilágban. 1642-ben az ő támogatásukkal jött létre a Szent Lőrinc-folyó mentén Ville-Marie, a mai Montréal elődje. Az 1640-es években megerősödött a jezsuiták missziós tevékenysége és a Nagy-tavak környékén sok huront keresztény hitre térítettek. A huron társadalom egyre nagyobb mértékben függővé vált a franciákkal való kereskedelemtől. Nemcsak fegyvereiket, hanem mindennapi tárgyaikat és a temetéskor a halott mellé helyezendő értékeket is az európaiaktól szerezték be. A franciák viszont csak azokat a törzseket látták el árukkal, amelyek barátságosan viselkedtek a misszionáriusaikkal.
1634-ben a Québecbe érkező francia gyerekekkel megérkezett a gyarmatokra a kanyaró, amely az indiánok között súlyos, sok halálos áldozattal járó járványokat okozott. Jean de Brébeuf jezsuita hittérítő is tanúja volt a járvány pusztításának és úgy írt, hogy az indiánok halálmegvető életfilozófiája a keresztény térítés tökéletes alanyává teszi őket. A vallás terjedését segítette az is, hogy a huronok úgy hitték, hogy megtérés megvédi őket a betegséget okozó gonosz varázslattól.
1648-ban az irokézek átfogó támadást intéztek a meggyengült huronok ellen, sok falujukat elpusztították, a kezükbe kerülő jezsuitákat pedig – köztük Brébeuf-öt – meggyilkolták. Az 1653-as békekötés után a franciák megkezdték az irokézek térítését is, de öt évvel később a háború kiújult, a missziókat pedig feladták.

## Királyi tartomány
Az irokéz támadás idején egész Új-Franciaország európai lakossága kb. hétszáz főből állt és településeik alig tudtak ellenállni az indiánoknak. 1663-ban XIV. Lajos királyi tartománnyá nyilvánította Új-Franciaországot és ingyenes hajóúttal és egyéb kedvezményekkel buzdította az áttelepülést. A gyarmat lakossága hamarosan meghaladta a háromezret. 1665-ben a király egy ezrednyi katonával erősítette meg Québec védelmét. A közigazgatást átalakították, visszafogták az egyház jogosultságait és a kormányzó és az intendáns azontúl a párizsi tengerészeti miniszternek felelt. Colbert miniszter Jean Talont nevezte ki első intendánssá. Az általa végrehajtott 1666-os népszámlálás szerint a gyarmaton 3215 európai élt; közülük azonban 2034 volt férfi és csak 1181 nő. Talon megreformálta a földbérleti rendszert, előírta, hogy a birtokosok ténylegesen a földjükön éljenek és korlátozta a birtok nagyságát, hogy földterületeket szabadítson fel az új telepeseknek. Erőfeszítései nagyrészt eredménytelenek maradtak, csak kevés új bevándorló érkezett és az általa támogatott iparok messze elmaradtak a prémkereskedelem jövedelmezőségétől.
Új-Franciaországban alig létezett kiépített szállítási infrastruktúra. Csak néhány rövid utat és csatornát építettek, a szállítás döntő része a folyókon (főleg a Szent Lőrinc-folyón és mellékágain) zajlott. Télen, amikor a vizek befagytak, szánon közlekedtek. Nagyobb szabású út- és csatornaépítő program csak az 1830-as évektől indult meg. 
A férfiak és nők számának eltérése miatt a XIV. Lajos fiatal, házasulandó korban lévő nőket toborzott a gyarmatok számára. 1663-1673 között mintegy 800, főleg Párizs környékéről és Normandiából származó nő érkezett Új-Franciaországba, akik utazási költségeit és hozományát a kincstár állta. A "király leányai" (les filles du roi) önként vállalták, hogy a gyarmatokon keresnek férjet maguknak, többnyire azért, mert otthonukban nem tudtak társadalmi helyzetüknek megfelelő házasságot kötni. 1672-re Új-Franciaország népessége elérte a 6700-at; az észak-amerikai francia nők gyermekszáma pedig 30%-kal meghaladta az anyaországbeliekét.
A 18. század elejére mind Franciaország, mind amerikai gyarmatai gazdasága fellendült. A korábban elhanyagolt iparágak, a halászat és a mezőgazdaság is virágzott. Megépült a Montréal és Québec közötti országút, a Chemin du Roy. Fejlődött a kereskedelem, új kikötők épültek. A gyarmat lakossága 1720-ban megközelítette a 25 ezret.

### Louisiana
A 17. század végén a franciák kiterjesztették befolyásukat Észak-Amerika középső részeire, a brit tizenhárom gyarmattól nyugatra. A XIV. Lajosról La Louisiane-nak elnevezett hatalmas területet 1682-ben kezdte el felderíteni René-Robert Cavelier de La Salle, aki lehajózott a Mississippi torkolatáig és a folyó egész völgyét francia tulajdonnak nyilvánította. La Salle 1685-ben új kolóniát próbált létrehozni a Mississippi deltájában, de eltévedt, a települést járvány sújtotta és a túlélőket végül lemészárolták az indiánok. A folyó felső szakaszán és az Ohio völgyében azonban több, stratégiai fontosságú francia erőd épült, amelyek a későbbi terjeszkedés bázisává váltak. Idővel állandó településeket alapítottak, mint New Orleans-t és St. Louis-t és a francia befolyás azután is erős maradt, hogy az Egyesült Államok megvásárolta Louisianiát Napóleontól.

## Gazdaság és prémkereskedelem
Új-Franciaország gazdaságára jellemző volt, hogy egy-egy árucikk termelésén és Európába való szállításán alapult. Kezdetben, a 16. és 17. században ez az áru a tőkehal volt, majd miután az északkeleti partvidékről tovább terjeszkedtek a kontinens belsejébe, a fő kereskedelmi cikk a prém lett. A prémkereskedelem központjává a kedvező helyen, a Szent Lőrinc- és Ottawa folyók találkozásánál fekvő Ville-Marie (ma Montréal) vált. 

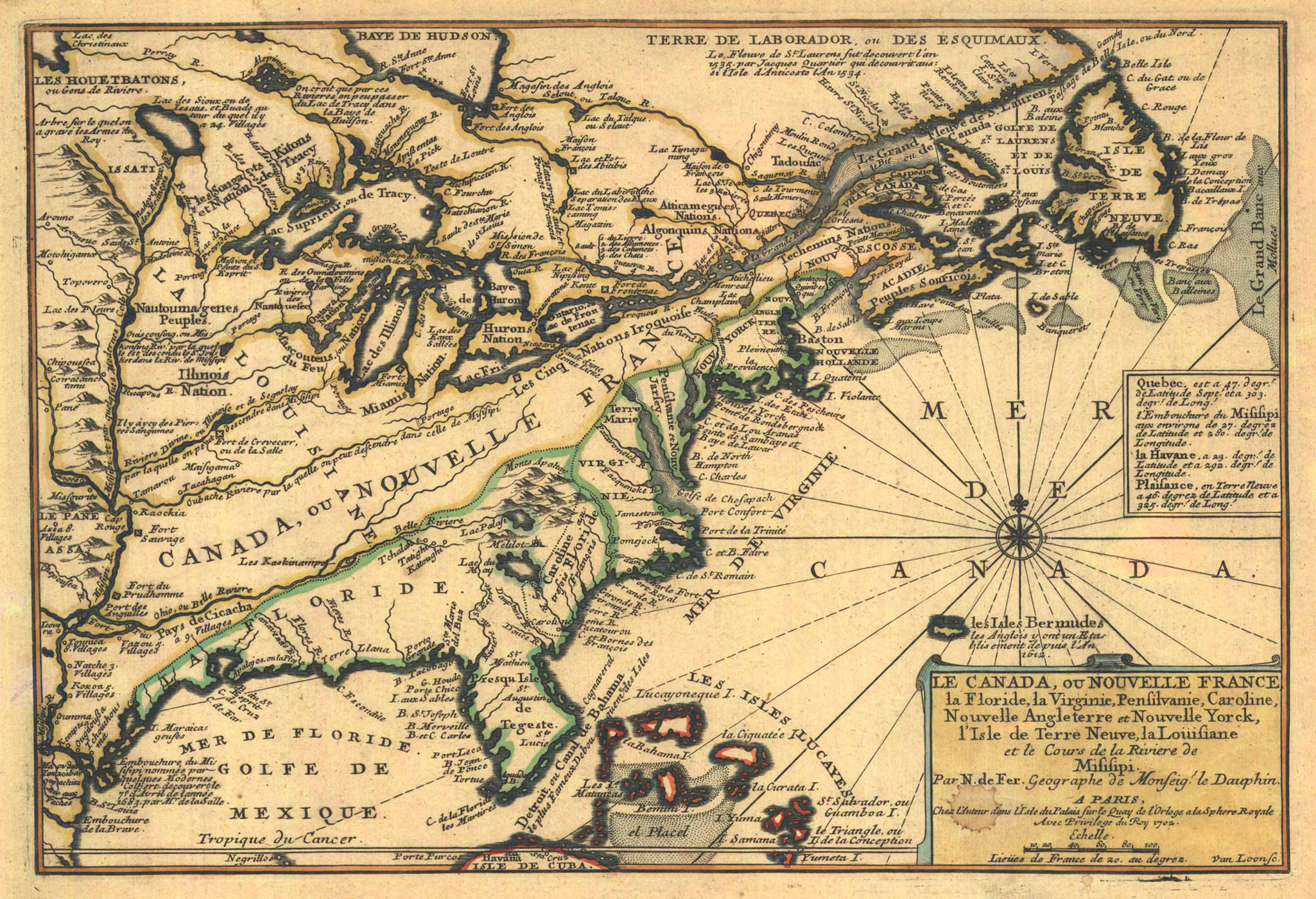
Új-Franciaország térképe 1703-ban

1627 decemberében az Új-Franciaország Társaság kapta meg a prémkereskedelem monopóliumár az észak-amerikai francia területeken. Az európai lakosság kis létszáma miatt a prémek begyűjtését többnyire az őslakos indiánok végezték, majd fegyverekre, alkoholra, fémtárgyakra és különböző egyéb árucikkekre cserélték. A Társaság kihasználta monopolhelyzetét a cserearányok számára kedvező beállításában és a konkurencia kiszorításában. Montréal gyorsan növekedett és a prémkereskedelemre épülő másodlagos iparágak – mint a cserzőműhelyek -, valamint a kereskedők kiszolgálását végző fogadók, kocsmák, raktárak száma gyarapodott. A szőrme volt a legjövedelmezőbb árucikk és emiatt a gazdaság más ágazatai – például a mezőgazdaság Montréal környékén – stagnáltak vagy visszafejlődtek. 1683-ra a város lakossága már elérhette a 900 főt.
Idővel a prémes állatok gyakorisága csökkent és az indiánok, valamint a prémvadászok kezdték megkerülni a francia hatóságokat. Nőtt a feketepiac és csempészet jelentősége, az áru egy részét a jobb árat kínáló angol vagy holland kereskedőknek adták el. A szőrmekereskedelem jelentősége fokozatosan visszaesett és a 18. század közepére elvesztette vezető jellegét a gyarmat gazdaságában.
1611-ben Henry Hudson a brit korona tulajdonává nyilvánította a Hudson-öböl partvidékét. 1670-ben II. Károly király unokatestvérének, Pfalzi Rupert hercegnek adományozta az északi prémkereskedelem monopóliumát a Hudson-öböl Társaság kormányzósága révén. Ezt a területet a későbbiekben is Rupert földjének (Rupert’s Land) nevezték. A Társaság létrehozásában a gyarmati bürokráciával elégedetlen francia prémvadászok is részt vettek.

### Louisiana gazdasága
A Mississippi völgyében sokáig nem épült jelentős település és a tartomány fenntartása veszteséges volt. A folyó potenciális szállítási útvonalat kínált, de az első szarvas- és medvebőrszállítmányt csak 1705-ben küldték le rajta. A kincstár 1713-ban Antoine Crozat bankárnak adta ki a gyarmatot 15 évre, de miután befektetéseinek négyszeresét veszítette el, Crozat felmondta a szerződést. Louisiana 1719-ben a John Law-féle Indiák Társaságához került, amely pénzügyi spekulációk miatt lett hírhedt néhány évvel később és csúfosan megbukott. A Társaság nagyszabású betelepítési programot indított, elsősorban elítélt bűnözőket és prostituáltakat szállítottak Franciaországból a tengerentúlra.

## Fegyveres konfliktusok

Észak-Amerika 1702-ben

Új-Franciaország gazdagságának fő forrása a prémkereskedelem volt, annak központja pedig Montréal. Innen indultak nyugat és észak felé az expedíciók, ide hozták be az indiánok a cserélendő prémeket. Emiatt elsődleges célpontja volt az angolokkal és hollandokkal szövetségben álló irokézeknek. Az irokézek háborúban álltak a huronokkal és algonkinokkal is, akikkel a franciak baráti kapcsolatokat ápoltak. 1642 után az irokézek szinte évente támadták a franciák településeit, míg 1653-ban Montréal jelentős erősítéseket nem kapott; ezután békét kötöttek. Az indián háborúk egyik hőse Adam Dollard des Ormeaux volt, aki 1660-ban 16 francia és 40 huron szövetségesével egy kis erődítményben feltartott egy 700 fős ellenséges indián sereget és akkora veszteségeket okozott nekik, hogy bár Ormeaux-t és társait mind megölték, felhagytak Montréal ostromának tervével.
1688-ban a pfalzi örökösödési háború mellékhadszíntereként kitört Vilmos király háborúja és a britek irokéz segítséggel betörtek Új-Franciaországba. A franciák és az algonkin nyelvű törzsek Wabanaki Konföderációja megállította az előrenyomulásukat és a béketárgyalásokon a Kennebec-folyót határozták meg az angol és francia befolyási övezet határaként.
1697-ben véget ért a háború, ám öt évvel később újrakezdődtek az ellenségeskedések, amikor a spanyol örökösödési háború elért Észak-Amerikába Anna királynő háborúja néven. Bár északon a franciák egy időre megszállták a brit Hudson-öböl Társaság prémkereskedő állomásait, délen kevesebb sikerrel jártak; az angolok 1710-ben benyomultak Acadiába és elfoglalták Port Royalt. Az utrechti béke következtében Nagy-Britannia javára elvesztették Új-Fundlandot és Nova Scotia egy részét. A békekötés után felépítették Louisbourg erődjét, amely a Szent Lőrinc-folyó menti városokat volt hivatott védelmezni.

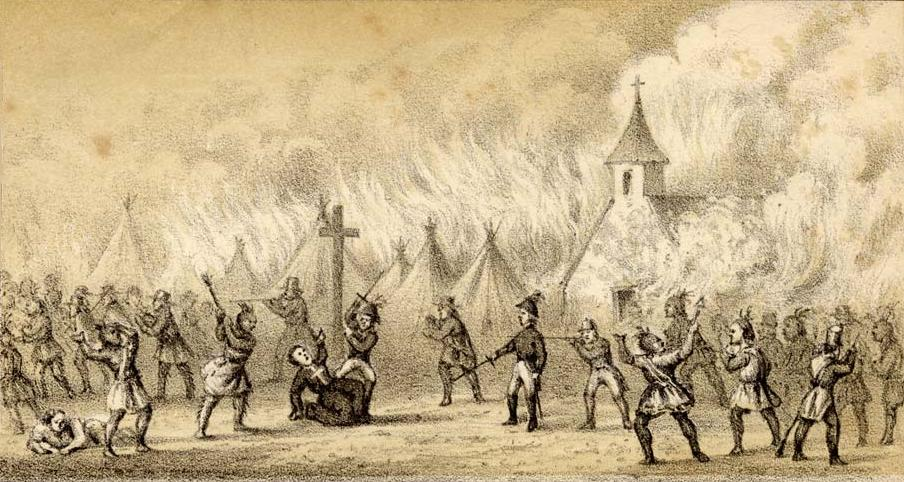
Sébastien Rale atya halála a róla elnevezett háborúban

A határvidéken 1722 és 1725 között zajlott az ún. Rale atya háborúja a brit gyarmati erők és a franciák által támogatott Wabanaki Konföderáció között. A mai Új-Brunswick és Maine területének hovatartozása bizonytalan volt és a franciák katolikus missziók telepítésével igyekeztek a maguk számára biztosítani azt. A háború a britek győzelmével végződött, akik megszállták Maine-t, az indiánok nagy része pedig északra húzódott.
Ezután béke honolt Új-Franciaországban egészen 1744-ig, amikor kitört az osztrák örökösödési háború, melynek észak-amerikai színterét György király háborújának nevezték. Előbb a franciák támadtak és sikertelenül próbálták elfoglalni Nova Scotia brit központját, Annapolis Royalt. 1745-ben Massachusetts kormányzója ellentámadást indított és másfél hónapnyi ostrom után elfoglalta Louisbourgot. D'Anville hercege Franciaországból akart áthajózni az óceánon 11 ezer katonát, de a szélcsend, a viharok és az angol flotta támadásai miatt expedíciója kudarcba fulladt. Az 1748-as Aix-la-Chapelle-i béke visszaállította a gyarmatokon a háború előtti status quót.
1749-ben a britek Nova Scotiában a korábbi békeszerződést felrúgva megalapították Halifax városát és elkezdődött az ún. Le Loutre atya háborúja. A hadiállapot hat évig tartott az acadiai franciák és a mikmak indián szövetségeseik, valamint az angolok között, míg az utóbbiak a Fort Beauséjour-i csatában döntő győzelmet nem arattak és ki nem kényszerítették a békét.

### A hétéves háború

Észak-Amerika a hétéves háború előtt

Az észak-amerikai gyarmatokon a britek nyilvánvaló erőfölényben voltak. Új-Franciaország európai származású lakossága ekkor már 70 ezer volt, ami viszont eltörpült a tizenhárom gyarmat egymilliós népessége mellett (amelyben jelentős számú francia hugenotta is volt). Európában a hétéves háború fegyveres összecsapásai csak 1756-ban kezdődtek meg, míg Észak-Amerikában már 1754-ben megkezdődtek az ellenségeskedések az Ohio-folyó völgyének birtoklásáért. Miután a 22 éves George Washington által vezetett virginiai milícia vereséget szenvedett a franciáktól, a britek átfogó offenzívát terveztek Québec elfoglalására. A háború kezdetén kiűzték a korábban elcsatolt területek francia nyelvű lakosságát. Bár az acadiai határvidéken fekvő Fort Beausejour-t sikerült elfoglalni, további hadjárataik hosszú ideig sikertelennek bizonyultak. 1755 júliusában a franciák győztek a monongahelai csatában (amelyben a brit főparancsnok, Edward Braddock is halálos sebet kapott), a következő években pedig offenzíváik a rossz szervezés, a széthúzás és a franciák ügyes védekezése miatt. 1756-ban Montcalm márki csapatai elfoglalták az Ontario-tó legfontosabb angol erődítményét, Fort Oswegót; a következő évben pedig George-tó partján fekvő Fort William Henry-t is. Montcalm szabadon engedte az erőd katonáit és lakosait, de indián szövetségesei lecsaptak a visszavonuló angolokra és kétharmadukat lemészárolták. Eközben az angolok próbálkozása Louisbourg bevételére sikertelennek bizonyult.
Részben a háborús sikertelenségek miatt a londoni kormány megbukott. id. William Pitt új kormánya (1766–1768) új stratégiát alkalmazott: szövetségeseivel Európában igyekezett leköttetni a francia hadsereget, ő pedig erősítéseket küldött a gyarmatokra. Franciaország gyengébb flottája miatt nem merte megkockáztatni, hogy jelentős erőket küldjön át az óceánon. 1758-ban fordult a kocka: Louisbourg újabb ostroma sikerrel zárult és a britek lezárhatták a Szent Lőrinc-folyó torkolatát. 1759 szeptemberében elesett Québec, 1760-ban pedig Montréal. Szeptember 8-án a maradék francia erők is letették a fegyvert.
A hétéves háborút lezáró párizsi békében Franciaország elvesztette valamennyi észak-amerikai birtokát. A Mississippitől keletre lévő területeit Nagy-Britannia, míg Louisianát Spanyolország kapta meg. A francia nyelv és a katolikus vallás azonban sokáig domináns maradt Kanadában és máig is az Québec tartományban. 

## Új-Franciaország területének további sorsa
Tizenkét évvel Új-Franciaország megszűnése után kitört az amerikai függetlenségi háború. Az újonnan létrejövő Egyesült Államok megkapta a Nagy-tavaktől délre eső valamikori francia területeket.
1801-ben a spanyol-francia szövetségi szerződés visszajuttatta Louisianát Franciaországnak, de Bonaparte Napóleon 1803-an eladta azt az Egyesült Államoknak, végleg befejezve a francia gyarmatosítási törekvéseket az észak-amerikai kontinensen. 
Az északi új-franciaországi tartományok 1791 és 1841 között Alsó- és Felső-Kanada néven brit gyarmatok voltak. 1841-ben Kanada tartomány néven egyesítették őket, majd 1847-ben létrejött az észak-amerikai angol gyarmatokat egyesítő Kanadai Konföderáció.
A valamikori hatalmas francia gyarmat egyetlen maradványa Saint-Pierre és Miquelon, egy apró szigetcsoport Új-Fundland partjaitól 25 km-re, amely tengerentúli területként a mai napig francia Franciaországhoz tartozik.

## Fordítás
- Ez a szócikk részben vagy egészben  a   New France című angol Wikipédia-szócikk ezen változatának fordításán alapul.  Az eredeti cikk szerkesztőit annak laptörténete sorolja fel. Ez a jelzés csupán a megfogalmazás eredetét és a szerzői jogokat jelzi, nem szolgál a cikkben szereplő információk forrásmegjelöléseként.